# Nokia Lumia 920

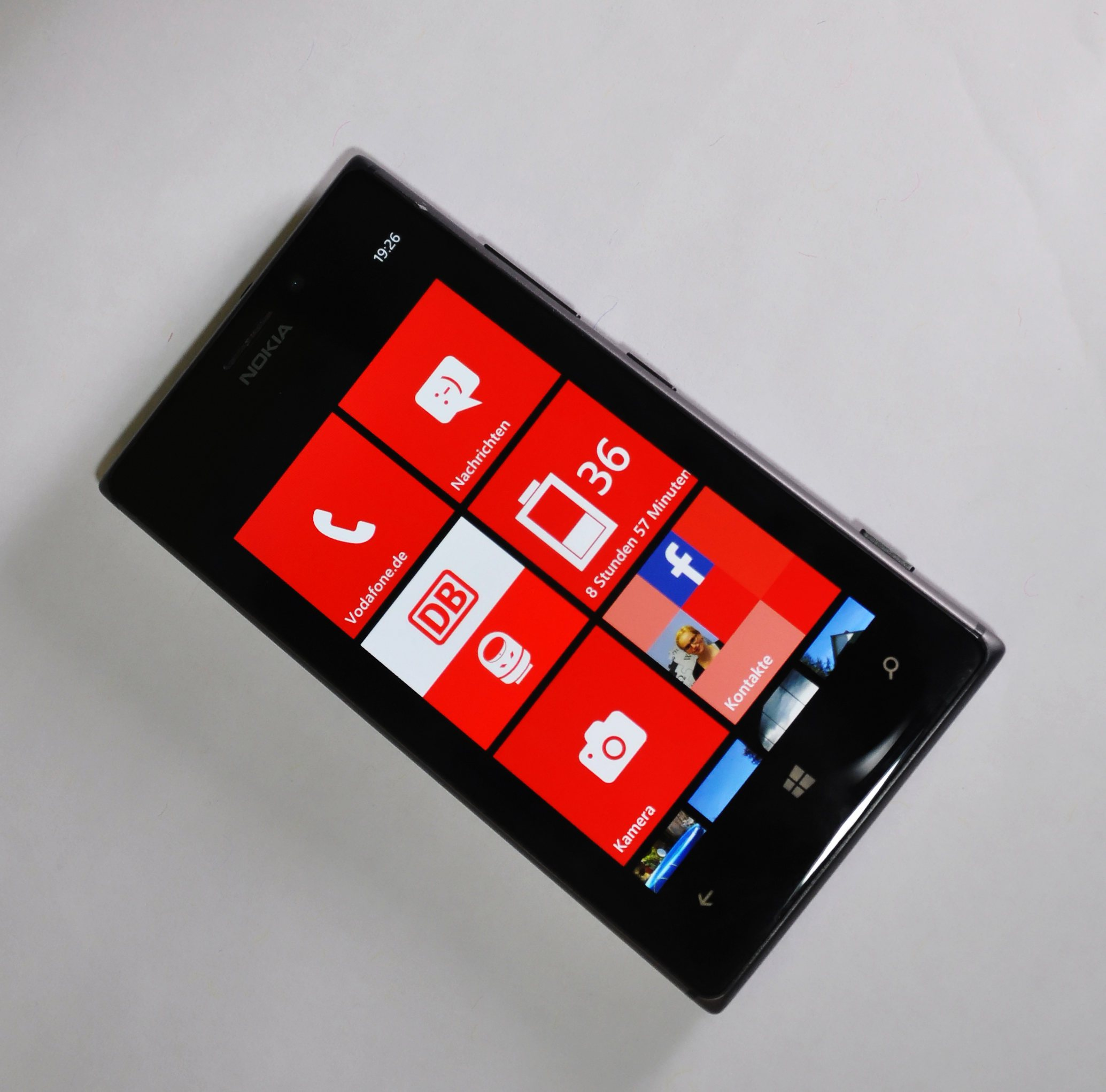
Nokia Lumia 925

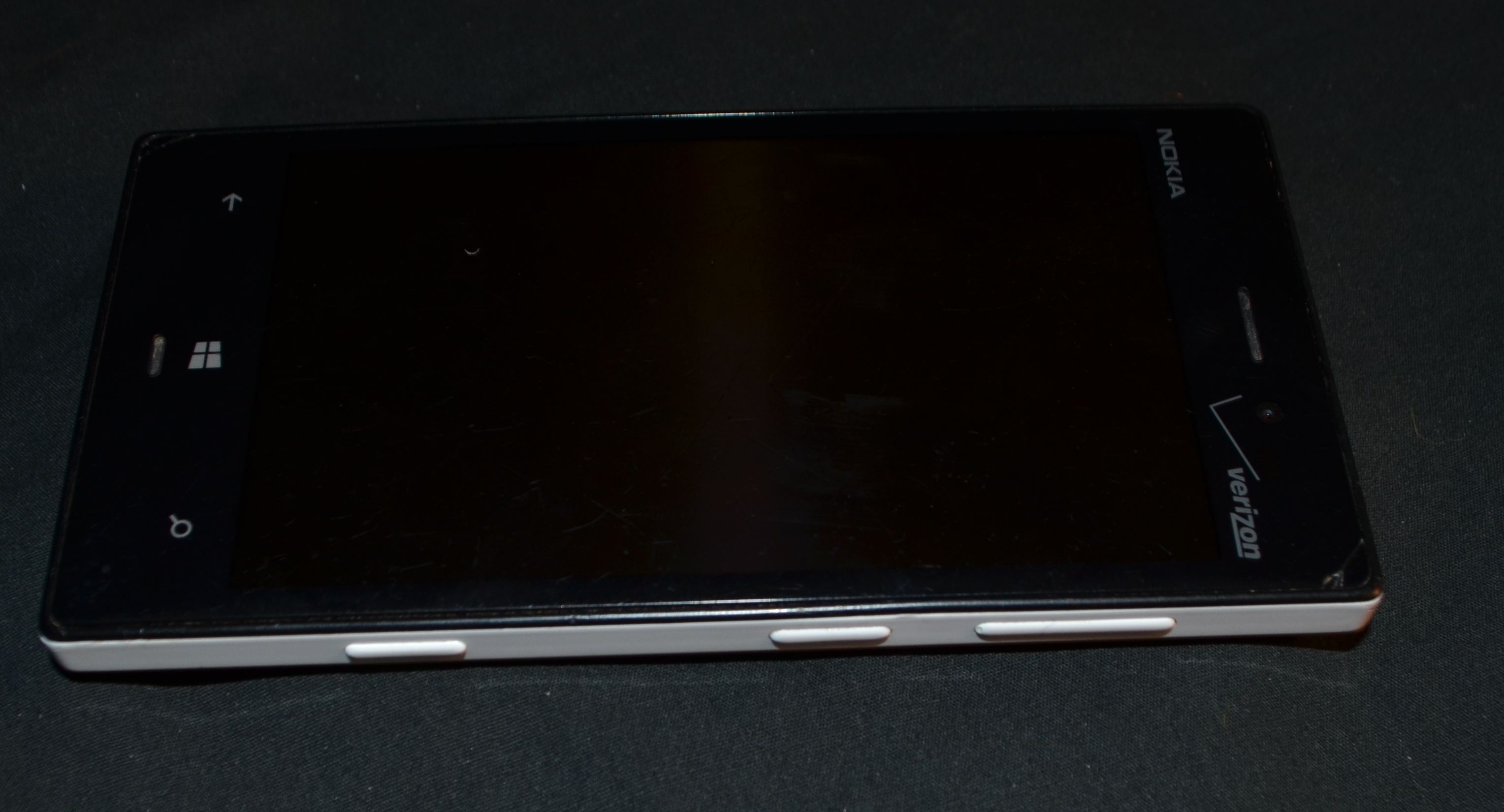
Nokia Lumia 928

De Nokia Lumia 920 is een smartphone van het Finse bedrijf Nokia en is de opvolger van de Nokia Lumia 900. Het is Nokia's eerste high-end-toestel met Windows Phone 8 en kreeg in 2014 een update naar Windows Phone 8.1. De Nokia Lumia 920 werd tegelijkertijd aangekondigd met de goedkopere Nokia Lumia 820.
De Lumia 920 was beschikbaar in vijf verschillende kleuren.

## Nokia Lumia 925
De Nokia Lumia 925 is de opvolger van de Lumia 920. De Lumia 925 bevat enkele voordelen ten opzichte van de Lumia 920, zoals het AMOLED scherm en het sterkere Gorilla Glass 2. Het nadeel was dat de opslaghoeveelheid werd gehalveerd tot 16 GB, zonder uitbreidmogelijkheid. De Lumia 925 was beschikbaar in drie verschillende kleuren.

## Nokia Lumia 928
De Nokia Lumia 928 is de Amerikaanse variant van de Lumia 925, en werd exclusief bij Verizon verkocht. De Lumia 928 loste het probleem van de opslag op door weer terug te gaan naar de 32 GB van de Lumia 920. Verder verschillen de Lumia 925 en 928 nauwelijks iets met elkaar. De Lumia 928 was beschikbaar in twee verschillende kleuren.

## Draadloos opladen
De Nokia Lumia 920, 925 en 928 bevatten de technologie voor draadloos opladen, en zijn daarmee een van de eerste smartphones die de mogelijkheid hebben om dat te kunnen. Er wordt gebruik gemaakt van de technologie van Qi.

## PureView
De Nokia Lumia 920, 925 en 928 bevatten camera's onder de naam PureView. Deze 8,7 megapixel camera's werden gemaakt in samenwerking werd Carl Zeiss. De PureView beeldvormende technologie levert hoge kwaliteit foto's, scherpe zoom en verbeterde prestaties bij weinig licht.

## Optische beeldstabilisatie
De Nokia Lumia 920, 925 en 928 zijn tevens een van de eerste telefoons die optische beeldstabilisatie ondersteunen, waardoor foto's en video's minder bewogen genomen zullen worden.

## Problemen

### Geen FM Radio
Aangezien de Lumia 928 geen FM Radio ontvanger heeft, is het niet mogelijk om naar FM Radio te luisteren. Dit zorgde voor veel kritiek, want naar muziek luisteren via mobiele data kost geld, waar FM Radio gratis is. Aangezien de Lumia 928 gebruikmaakt van dezelfde processor als de Lumia 920 en 925 zou er wel een FM chip moeten zijn, maar Nokia heeft gezegd dat er niet de goede hardware in de Lumia 928 zit.

### Geen uitbreidbare opslag
Doordat de Nokia Lumia 920, 925 en 928 niet werden voorzien van een microSD slot konden de hoge resolutie foto's al snel veel opslag innemen. Dit was vooral een probleem op de Lumia 925 die maar 16 GB opslag had. De 32 GB opslag van de 920 en de 928 was meer dan de meeste andere smartphones in die tijd, maar fotografen vonden het toch een minpunt.

### Geen upgrade naar Windows 10 Mobile
Bij de laatste grote update van Windows Phone 8.1 (Update 2) werd de ondersteuning voor veel oudere Lumia's stopgezet, waaronder die van de Lumia 920/925/928. Dit betekende ook dat de toestellen geen ondersteuning voor Windows 10 Mobile zouden krijgen. In eerdere fasen werd er echter door Microsoft geëxperimenteerd met deze telefoons omdat hun doel was alle telefoons met Windows Phone 8.1 de upgrade te geven naar Windows 10 Mobile (v1511), zelfs als Update 2 niet was geïnstalleerd. Via het Windows Insider programma konden testversies van Windows 10 Mobile v1511 worden geïnstalleerd, en later ook de stabiele release. De update werd echter nooit officieel uitgerold omdat Microsoft beweerde dat de prestaties niet goed genoeg zouden zijn door de verouderde processor en het tekort aan RAM. Dit leidde tot veel kritiek omdat deze versie wel degelijk goed zou werken. Latere versies van Windows 10 Mobile, zoals de Jubileumupdate (v1607) werden in zijn algeheel niet ondersteund, ook niet via het Insider programma.

## Root access
In 2015 werd er door ethisch hacker Rene Lergner, beter bekend onder alias Heathcliff74, een hack ontwikkeld waardoor tweede generatie Lumia's met Windows Phone 8 konden worden geroot, met uitzondering van de Lumia Icon en Lumia 1520. Via een applicatie genaamd Windows Phone Internals kon de bootloader worden ontgrendeld en werd het dus mogelijk om niet-geautoriseerde code uit te voeren. De ontdekkingen werden goed ontvangen door anderen, zo konden er aanpassingen gemaakt worden. Begin 2018 werd versie 2 uitgebracht die ook werkte met Windows 10 Mobile en de nieuwere Lumia's. Deze versie werd later open source.

## Specificaties
| Modellen                 | Modellen                      | Lumia 920                           | Lumia 925                           | Lumia 928                           |
| Introductie              | Introductie                   | 5 september 2012                    | 14 mei 2013                         | 14 mei 2013                         |
| Originele OS versie      | Originele OS versie           | Windows Phone 8                     | Windows Phone 8 Update 1            | Windows Phone 8 Update 1            |
| Hoogste OS versie        | Officieel                     | Windows Phone 8.1 Update 1          | Windows Phone 8.1 Update 1          | Windows Phone 8.1 Update 1          |
| Hoogste OS versie        | Insider previews              | Windows 10 Mobile (1511)            | Windows 10 Mobile (1511)            | Windows 10 Mobile (1511)            |
| Productie codenaam       | Productie codenaam            | RM-820/821/822/867                  | RM-892/893/910/955                  | RM-860                              |
| Specificaties            | Specificaties                 | Lumia 920                           | Lumia 925                           | Lumia 928                           |
| Afmetingen               | hoogte                        | 130,3 mm                            | 129 mm                              | 133 mm                              |
| Afmetingen               | breedte                       | 70,8 mm                             | 70,6 mm                             | 68,9 mm                             |
| Afmetingen               | dikte                         | 10,7 mm                             | 8,5 mm                              | 10,1 mm                             |
| Gewicht (g)              | Gewicht (g)                   | 185 g                               | 139 g                               | 162 g                               |
| Volume (cm3)             | Volume (cm3)                  | 98,7 cm3                            | 77 cm3                              | 92,75 cm3                           |
| Kleuren achterkant       |                               |                                     |                                     |                                     |
| Kleuren voorkant         |                               |                                     |                                     |                                     |
| Verwijderbare achterkant | Verwijderbare achterkant      | Nee                                 | Nee                                 | Nee                                 |
| Scherm                   | Scherm                        | Lumia 920                           | Lumia 925                           | Lumia 928                           |
| Diagonaal (inch)         | Diagonaal (inch)              | 4,5" (11,43 cm)                     | 4,5" (11,43 cm)                     | 4,5" (11,43 cm)                     |
| Resolutie (pixels)       | Resolutie (pixels)            | 768×1280                            | 768×1280                            | 768×1280                            |
| Pixel dichtheid (ppi)    | Pixel dichtheid (ppi)         | 332                                 | 334                                 | 334                                 |
| Schermafmetingen         | hoogte                        | 97,0 mm                             | 97,0 mm                             | 97,0 mm                             |
| Schermafmetingen         | breedte                       | 58,0 mm                             | 58,0 mm                             | 58,0 mm                             |
| Screen-to-body-ratio     | Screen-to-body-ratio          | 60,98%                              | 63,18%                              | 62,79%                              |
| Kleurweergave            | Kleurdiepte                   | TrueColor 24-bit (16777216 kleuren) | TrueColor 24-bit (16777216 kleuren) | TrueColor 24-bit (16777216 kleuren) |
| Kleurweergave            | DCI-P3-kleurruimte            | Nee                                 | Nee                                 | Nee                                 |
| ClearBlack polarizer     | ClearBlack polarizer          | Ja                                  | Ja                                  | Ja                                  |
| Glance scherm            | Glance scherm                 | Ja                                  | Ja                                  | Ja                                  |
| Gorilla Glass            | Gorilla Glass                 | Gorilla Glass 1                     | Gorilla Glass 2                     | Gorilla Glass 2                     |
| On-screen taakbalk       | On-screen taakbalk            | Nee                                 | Nee                                 | Nee                                 |
| Super Sensitive Touch    | Super Sensitive Touch         | Ja                                  | Ja                                  | Ja                                  |
| Technologie              | Technologie                   | LCD                                 | AMOLED                              | AMOLED                              |
| Verversingssnelheid      | Verversingssnelheid           | 60 Hz                               | 60 Hz                               | 60 Hz                               |
| Geheugen/Processor       | Geheugen/Processor            | Lumia 920                           | Lumia 925                           | Lumia 928                           |
| RAM                      | RAM                           | 1 GB                                | 1 GB                                | 1 GB                                |
| Opslag                   | Opslag                        | 32 GB                               | 16 GB                               | 32 GB                               |
| Uitbreidbaar             | Uitbreidbaar                  | Nee                                 | Nee                                 | Nee                                 |
| Processor                | System-on-a-chip              | Qualcomm Snapdragon S4 MSM8960      | Qualcomm Snapdragon S4 MSM8960      | Qualcomm Snapdragon S4 MSM8960      |
| Processor                | Bit                           | 32 bit                              | 32 bit                              | 32 bit                              |
| Processor                | Cores                         | Dual core                           | Dual core                           | Dual core                           |
| Processor                | Productie-procedé             | 28 nm                               | 28 nm                               | 28 nm                               |
| Processor                | ARM-instructieset             | v7                                  | v7                                  | v7                                  |
| Processor                | Kloksnelheid per core (GHz)   | 1,5                                 | 1,5                                 | 1,5                                 |
| GPU                      | GPU                           | Adreno 225                          | Adreno 225                          | Adreno 225                          |
| Connectiviteit           | Connectiviteit                | Lumia 920                           | Lumia 925                           | Lumia 928                           |
| Netwerken                | GSM                           | 850/900/1800/1900                   | 850/900/1800/1900                   | 850/900/1800/1900                   |
| Netwerken                | UMTS                          | Band 1/2/4/5/8                      | Band 1/2/4/5/8                      | Band 1/2/5/8                        |
| Netwerken                | LTE Advanced                  | Band 1/3/4/7/8/17/20                | Band 1/3/4/7/8/17/20                | Band 4/13                           |
| Bluetooth                | Bluetooth                     | 4.0                                 | 4.0                                 | 4.0                                 |
| Wifi                     | Wifi                          | a/b/g/n                             | a/b/g/n                             | a/b/g/n                             |
| NFC                      | NFC                           | Ja                                  | Ja                                  | Ja                                  |
| Gps                      | Gps                           | Ja                                  | Ja                                  | Ja                                  |
| GLONASS                  | GLONASS                       | Ja                                  | Ja                                  | Ja                                  |
| Sim                      | Aantal Sims                   | 1                                   | 1                                   | 1                                   |
| Sim                      | Grootte                       | Micro-Sim                           | Micro-Sim                           | Micro-Sim                           |
| Connectoren              | Audio                         | 3,5mm audio jack                    | 3,5mm audio jack                    | 3,5mm audio jack                    |
| Connectoren              | Opladen/Gegevensoverdracht    | USB Micro-B 2.0                     | USB Micro-B 2.0                     | USB Micro-B 2.0                     |
| Connectoren              | Video                         | Nee                                 | Nee                                 | Nee                                 |
| FM Radio                 | FM Radio                      | Ja                                  | Ja                                  | Nee                                 |
| Miracast                 | Miracast                      | Nee                                 | Nee                                 | Nee                                 |
| Digitale TV              | Digitale TV                   | Nee                                 | Nee                                 | Nee                                 |
| Continuum                | Continuum                     | Nee                                 | Nee                                 | Nee                                 |
| Batterij                 | Batterij                      | Lumia 920                           | Lumia 925                           | Lumia 928                           |
| Capaciteit (mAh)         | Capaciteit (mAh)              | 2000                                |                                     |                                     |
| Model                    | Model                         | BP-4GW 3.7V                         | BL-4YW 3.7V                         | BV-4NW 3.8V                         |
| Verwijderbaar            | Verwijderbaar                 | Nee                                 | Nee                                 | Nee                                 |
| Qi draadloos opladen     | Qi draadloos opladen          | Ja                                  | Ja                                  | Ja                                  |
| Batterijvermogen (uur)   | Standby                       | 460                                 | 456                                 | 606                                 |
| Batterijvermogen (uur)   | Muziek playback               | 74                                  | 55                                  | 80                                  |
| Batterijvermogen (uur)   | Video playback                | 6                                   | 6.7                                 | 6.3                                 |
| Batterijvermogen (uur)   | Video opname                  | 3                                   | 3                                   | n/a                                 |
| Batterijvermogen (uur)   | Wifi netwerk browsen          | 9                                   | 7.2                                 | 8.5                                 |
| Batterijvermogen (uur)   | 3G netwerk browsen            | n/a                                 | n/a                                 | 6.3                                 |
| Batterijvermogen (uur)   | Beltijd (2G)                  | 18.6                                | 19                                  | 11.8                                |
| Batterijvermogen (uur)   | Beltijd (3G)                  | 10.8                                | 17                                  | 17                                  |
| Batterijvermogen (uur)   | Beltijd (4G)                  | n/a                                 | n/a                                 | n/a                                 |
| Technologie              | Technologie                   | Lithium-Polymer                     | Lithium-ion                         | Lithium-Polymer                     |
| Camera                   | Camera                        | Lumia 920                           | Lumia 925                           | Lumia 928                           |
| Camera aan de voorzijde  | Apertuur                      | ƒ/2,4                               | ƒ/2,4                               | ƒ/2,4                               |
| Camera aan de voorzijde  | Megapixel                     | 1.2                                 | 1.2                                 | 1.3                                 |
| Camera aan de voorzijde  | Videoresolutie                | HD (720×1280) in 30 fps             | HD (720×1280) in 30 fps             |                                     |
| Hoofdcamera              | Autofocus                     | Ja                                  | Ja                                  | Ja                                  |
| Hoofdcamera              | Apertuur                      | ƒ/2,0                               | ƒ/2,0                               | ƒ/2,0                               |
| Hoofdcamera              | 35mm equivalent (mm)          | 26 mm                               | 26 mm                               | 26 mm                               |
| Hoofdcamera              | Megapixel                     | 8.7 PureView                        | 8.7 PureView                        | 8.7 PureView                        |
| Hoofdcamera              | Sensorgrootte (inch)          | 1/3,2 (7,94 mm)                     | 1/3 (8,47 mm)                       | 1/3 (8,47 mm)                       |
| Hoofdcamera              | Videoresolutie                | FHD (1080×1920) in 30 fps           | FHD (1080×1920) in 30 fps           | FHD (1080×1920) in 30 fps           |
| Hoofdcamera              | Carl Zeiss Optics             | Ja                                  | Ja                                  | Ja                                  |
| Hoofdcamera              | Zoom                          | 4×                                  | 4×                                  | 4×                                  |
| Hoofdcamera              | Flits                         | Ja                                  | Ja                                  | Ja                                  |
| Hoofdcamera              | Optische beeldstabilisatie    | Ja                                  | Ja                                  | Ja                                  |
| Hoofdcamera              | Cameraknop                    | Ja                                  | Ja                                  | Ja                                  |
| Hoofdcamera              | Digital Negative image format | Nee                                 | Nee                                 | Nee                                 |
| Sensoren                 | Sensoren                      | Lumia 920                           | Lumia 925                           | Lumia 928                           |
| Windows Hello            | Vingerafdruk Scanner          | Nee                                 | Nee                                 | Nee                                 |
| Windows Hello            | Infrarood Iris Scanner        | Nee                                 | Nee                                 | Nee                                 |
| Microfoons               | Microfoons                    | 2                                   | 2                                   | 3                                   |
| Cortana                  | Cortana ondersteuning         | Ja                                  | Ja                                  | Ja                                  |
| Cortana                  | “Hey Cortana” oproep          | Via tweak                           | Via tweak                           | Via tweak                           |
| Accelerometer            | Accelerometer                 | Ja                                  | Ja                                  | Ja                                  |
| Omgevingslichtdetector   | Omgevingslichtdetector        | Ja                                  | Ja                                  | Ja                                  |
| Nabijheidssensor         | Nabijheidssensor              | Ja                                  | Ja                                  | Ja                                  |
| Magnetometer             | Magnetometer                  | Ja                                  | Ja                                  | Ja                                  |
| Gyroscoop                | Gyroscoop                     | Ja                                  | Ja                                  | Ja                                  |
| Barometer                | Barometer                     | Nee                                 | Nee                                 | Nee                                 |
| SensorCore               | SensorCore                    | Nee                                 | Nee                                 | Nee                                 |

### Modelvarianten
| Naam     | 920              | 920             | 920            | 920T     | 925             | 925          | 925            | 925T     | 928              |
| Model    | RM-820           | RM-821          | RM-822         | RM-867   | RM-892          | RM-893       | RM-910         | RM-955   | RM-860           |
| -------- | ---------------- | --------------- | -------------- | -------- | --------------- | ------------ | -------------- | -------- | ---------------- |
| Regio    | Verenigde Staten | Globaal         | EMEA           | China    | Globaal         | Amerika      | EMEA           | China    | Verenigde Staten |
| 3G       | Band 1/2/5/8     | Band 1/2/5/8    | Band 1/2/4/5/8 | Band 1/2 | Band 1/2/5/8    | Band 1/2/5/8 | Band 1/2/4/5/8 | Band 1/2 | Band 1/2/5/8     |
| 4G       | Band 4/17        | Band 1/3/7/8/20 | Geen 4G        | Geen 4G  | Band 1/3/7/8/20 | Band 4/17    | Geen 4G        | Geen 4G  | Band 4/13        |
| NFC      | Ja               | Ja              | Ja             | Ja       | Ja              | Ja           | Ja             | Ja       | Ja               |
| DTV      | Nee              | Nee             | Nee            | Nee      | Nee             | Nee          | Nee            | Nee      | Nee              |
| Dual Sim | Nee              | Nee             | Nee            | Nee      | Nee             | Nee          | Nee            | Nee      | Nee              |

## Opmerkingen
1. ↑  Windows 10 Mobile is vereist